# Mali poslužitelj
Mali poslužitelj (eng. small-scale server) je vrsta poslužitelja. Ova vrsta računala koje obično koristi dijelove stolnog računala u standardnom stolnom obliku, no dizajnirano je prije svega kao glavna pohrana za druga računala i za funkcije poput pružanja usluga mrežne infrastrukture i pohrane podataka/medija, i koje ima sljedeće značajke:(a) u obliku je postolja, stupa ili nekog drugog oblika sličnog stolnim računalima tako da se sva obrada podataka, pohrana i mrežno sučelje nalaze u istoj kutiji;(b) dizajniran je tako da može funkcionirati 24 sati na dan 7 dana u tjednu;(c) prije svega je dizajniran za djelovanje u istodobnom višekorisničkom okolišu preko umreženih klijentskih uređaja;. (d) ako je stavljen na tržište zajedno s operativnim sustavom, taj je operacijski sustav namijenjen aplikacijama kućanskog poslužitelja ili poslužitelja malih mogućnosti;(e) stavlja se na tržište samo sa samostalnom grafičkom karticom (dGfx) klasifikacije G1.